# USA-234
USA-234, или NROL-25 (National Reconnaissance Office Launch), или FIA-Radar 2 (Future Imagery Architecture - Radar) — американский разведывательный спутник. USA-234 является радарным спутником, предназначенным для наблюдения в любое время суток и в любую погоду.

## FIA
Спутник USA-234 запущен по программе FIA (Future Imagery Architecture) состоящей в запуске разведывательных спутников нового поколения, а именно он является радарным спутником. По плану группировка радарных спутников FIA должна состоять из четырёх спутников. Первый из них, USA-215, был запущен в 2010 году, USA-234 является вторым, ещё два спутника планируется запустить в 2013 году.